# Normal (film, 2025)
Pour les articles homonymes, voir Normal.
Pour plus de détails, voir Fiche technique et Distribution.
Normal est un film américano-canadien réalisé par Ben Wheatley et dont la sortie est prévue en 2025.
Le film sera présenté au festival international du film de Toronto 2025.

## Synopsis
Un homme nommé Ulysses arrive dans une paisible ville, Normal, pour occuper le poste de shérif temporaire, après le décès du shérif titulaire. Après un braquage de banque, Ulysses découvre qu'un réseau criminel gangrène toute la ville et que tout le monde semble impliqué.

## Fiche technique
Sauf indication contraire, les informations mentionnées dans cette section peuvent être confirmées par les bases de données cinématographiques IMDb et Allociné,  présentes dans la section « Liens externes ».
- Titre original : Normal
- Réalisation : Ben Wheatley
- Scénario : Derek Kolstad, d'après une histoire de Derek Kolstad et Bob Odenkirk
- Musique : N/A
- Décors : Jean-Andre Carriere
- Costumes : Heather Neale
- Photographie : Armando Salas
- Montage : Jonathan Amos
- Production : Derek Kolstad, Bob Odenkirk, Marc Provissiero
- Sociétés de production : Odenkirk Provissiero Entertainment, OPE Partners et WME Independent
- Sociétés de distribution : Amazon MGM Studios (Canada), Metropolitan Filmexport (France)
- Budget : anglais
- Pays de production :  États-Unis,  Canada
- Langue originale : anglais
- Format : couleur
- Genre : thriller, policier
- Durée : N/A
- Dates de sortie[1] :
  - Canada : septembre 2025 (festival de Toronto - section Midnight Madness)

## Distribution
- Bob Odenkirk : Ulysses
- Henry Winkler : le maire de Normal
- Lena Headey : Moira
- Ryan Allen
- Billy MacLellan
- Brendan Fletcher
- Peter Shinkoda
- Jess McLeod

## Production
Derek Kolstad écrit le scénario de Normal avant le tournage du film Nobody (2021) dans lequel joue Bob Odenkirk. Durant le tournage, ils discutent du projet et décident de collaborer à nouveau ensemble. Ce nouveau scénario est présenté comme un mélange d'action avec des éléments de thriller policiers hitchcockiens. Ils développent ensemble une nouvelle version du scéario,. Le projet est ensuite présenté à l'European Film Market en marge de la Berlinale 2024 avec Ben Wheatley à la réalisation et Bob Odenkirk dans le rôle principal.
Le tournage débute le 21 octobre 2024 à Winnipeg. En novembre 2024, la présence de Henry Winkler, Lena Headey, Ryan Allen, Billy MacLellan, Brendan Fletcher, Peter Shinkoda et Jess McLeod est révélée.

## Sortie et accueil
À l'European Film Market en marge de la Berlinale 2024, Sky Cinema acquiert les droits pour le Royaume-Uni, Amazon MGM Studios pour le Canada, la Scandinavie, l'Australie et la Nouvelle-Zélande, Metropolitan Filmexport pour la France et Leonine Studios pour l'Allemagne.
En juillet 2025, le film est annoncé dans la section Midnight Madness du festival international du film de Toronto 2025.